# Kulturelle Filmförderung Schleswig-Holstein
Die Kulturelle Filmförderung Schleswig-Holstein e. V. (KFF) wurde 1989 in Kiel gegründet, um das Filmschaffen in Schleswig-Holstein zu entwickeln und zu fördern. Am 11. Juli 2007 wurden die Kulturelle Filmförderung Schleswig-Holstein und die MSH – Gesellschaft zur Förderung audiovisueller Werke in Schleswig-Holstein mbH mit der Filmförderung Hamburg fusioniert. Der Verein Kulturelle Filmförderung Schleswig-Holstein e. V. benannte sich 2017 in Filmkultur Schleswig-Holstein e. V. um.
Die neu geschaffene Filmförderung Hamburg Schleswig-Holstein GmbH (FFHSH) übernimmt die Aufgaben dieser Institutionen.
Die KFF förderte die Arbeit mit audiovisuellen Medien auf zwei Wegen:
Zum einen vergab sie auf Antrag zweimal im Jahr Fördermittel für Projekte, die durch ein unabhängiges Gremium (jährlich wechselnd) ausgewählt wurden. Die pro Jahr verfügbare Summe schwankte zwischen 160.000 EUR und 225.000 EUR, die vom Ministerium für Bildung, Wissenschaft, Forschung und Kultur des Landes Schleswig-Holstein (MBWFK) und der Unabhängigen Landesanstalt für Rundfunk und neue Medien (ULR) bereitgestellt wurden.
Zum anderen betrieb die Kulturelle Filmförderung die Filmwerkstatt in Kiel, die von der Filmförderung Hamburg Schleswig Holstein auch weiterhin betrieben wird. Sie dient als Förderinstrument
- zur Verbesserung der Infrastruktur im Lande,
- zur Förderung von Nachwuchs und Quereinsteigern in der praktischen Produktionsarbeit,
- zur Professionalisierung der Medienarbeit und Erhöhung der Marktchancen der Medienprodukte,
- zur Qualifizierung der Medienschaffenden durch Seminare in der Aus- und Weiterbildung und durch fachlich/inhaltliche Beratung und Betreuung von Film- und Medienprojekten.

Die inhaltlich orientierte Arbeit der kulturellen Filmförderung erfolgte im Verbund mit anderen regionalen und überregionalen Partnern. Sie beinhaltete die projektvorbereitende Beratung bei Konzeption, Kalkulation, Realisation und Fördermaßnahmen von Filmprojekten und umfasst auch die Projektförderung durch teilweise Beistellung von analoger und digitaler Film-/Videotechnik für kulturelle Film-, Video- oder Multimedia-Projekte. Die Unterstützung der Film- und Medienschaffenden bei Präsentation, Verleih und Vertrieb ihrer Produkte im In- und Ausland schließt auch die Präsentation von Filmen auf einem eigenen, jährlich stattfindenden, dreitägigen Filmfest („Filmfest Schleswig-Holstein Augenweide“) ein.
Ferner gibt die Kulturelle Filmförderung Schleswig-Holstein einen monatlich erscheinenden Newsletter heraus (Herausgeberin war von 2007 bis 2014 die Filmwerkstatt Kiel der FFHSH). Aufgabe von Webseite und Newsletter ist es, aktuelle Informationen über das audiovisuelle Medienschaffen in Schleswig-Holstein zur Verfügung zu stellen.
Sitz der Kulturellen Filmförderung Schleswig-Holstein e. V. ist Kiel. Der Verein befindet sich zurzeit (Februar 2016) in einer Neuorientierung. Da die früheren Filmförderungsaufgaben bereits mit der Fusion 2007 an die Filmwerkstatt Kiel der FFHSH übergegangen sind, will sich der Verein verstärkt auf eine Interessenvertretung schleswig-holsteinischer Film- und Medienschaffender konzentrieren. Eine entsprechende Umstrukturierung des Vereins steht für das Jahr 2016 auf der Agenda.